# BAY LINE GO!GO!
BAY LINE GO!GO!（ベイライン ゴー！ ゴー！）は、千葉県のラジオ局・bayfmで毎週月曜日から金曜日の夕方に放送されていたラジオの帯番組。2009年4月1日から2015年3月31日まで放送されていた。

## 番組概要
1991年4月1日から2009年3月31日まで18年間にわたって放送された電話リクエスト番組『BAY LINE 7300』シリーズを引き継ぐ形として、2009年4月1日よりタイトルと番組内容の一部を改めてスタートした。
『7300』時代からの継承として、各曜日のパーソナリティは基本的に男性1名＋女性1名となっており、曜日ごとに異なるパーソナリティが担当している。
全曜日共通してEメールとツイッターでリクエストやメッセージを募集しているが、曜日によって番組構成などが異なっている。
- 月曜日と金曜日は基本的にメッセージテーマを設けていない。月曜日はリスナーの近況報告や相談などが中心。金曜日は月曜日同様リスナーの近況報告なども募集しているが、番組内コーナーが多いためコーナー別にテーマが設けられることが多く、月曜日と比べ近況報告などのメールの採用は少なくなっている。
- 火曜日から木曜日まではメッセージテーマが設定されている。

ただし、木曜日は、その日の出来事にまつわるメッセージテーマの案を募集している。採用されると、プレゼントがもらえる。主にその日のテーマに沿ったトークや日替わりコーナー、メールによるリクエストやメッセージなどで構成されている。
- 電話リクエストを復活させることもある。
- 2009年10月1日（木曜日）、この日の番組は、bayfm開局20周年を記念した『bayfm 20th Anniversary Day Special "BAY LINE GO!GO!"』だったこともあり、電話リクエストと『7300』時代に人気だった「ラインバスター」を復活。
- 2009年10月19日（月曜日） - 10月23日（金曜日）、「bayfmパワーウィーク」（ラジオ聴取率調査週間）のため、電話リクエストを復活。
- 2012年3月29日（木曜日）、パーソナリティのメファの卒業の日だったため、1日限りで復活。
- 2012年4月以降は「パワーウィーク」期間中は原則的に電話リクエストが行われている。

火曜日の放送は、番組内で通常16時50分から放送されている『快適生活ラジオショッピング』の拡大版として、年に数回『快適生活ラジオショッピングスペシャル』として放送されることがある。
木曜日の放送は『BAY LINE GO!GO! ブラックサーズデー』と称している。
パワーウィーク放送週はDJ2人が対決するゲームを行い、負けたDJが罰ゲームを受ける(たまにパワーウィーク週でない時でも行われ、ゲーム自体が行われないこともある)。
夏場(主に8月第1週)にはスペシャルプログラムとして、曜日別で千葉県内のユーカリが丘駅前にあるユーカリプラザ内の「U-kari STUDIO」や東京ディズニーリゾート内ショッピングセンター・イクスピアリの「スタジオ・イクスピアリ」などのサテライトスタジオから公開生放送を行っている。
基本的に毎年12月31日は大みそかの特別番組が放送される関係で休止。ほかに祝日も休止されることもある。
2015年3月31日に終了。4月1日に6年ぶりに情報発信型番組『The BAY☆LINE』にリニューアル。

## パーソナリティ

### 現在
（終了時。☆のついた人物は番組終了と同時に降板。）
月曜日
- きゃんひとみ
- 島村幸男

火曜日
- 高頭なお☆
- 有村昆

水曜日
- バズーカ山寺
- キンタロー。☆（2014年1月 - ）

木曜日
- 伊津野亮[3]
- 西田あい（2013年4月 - ）[4]

金曜日
- 井森美幸
- 森久保祥太郎（2010年4月 - ）

### 過去
- 関根麻里（2009年4月 - 2011年3月、水曜日） - 日本テレビ系『ZIP!』司会就任に伴う降板。
- 中澤裕子（2011年4月 - 2012年9月、2013年4月 - 2013年12月、水曜日）
- 相田翔子（2012年10月 - 2013年3月、水曜日） - 産休の中澤裕子の代わりに半年間担当。
- 岡部玲子（2009年4月 - 2010年7月、木曜日）
- メファ（2010年7月 -2012年3月、木曜日）
- 片岡優衣(？-2012年6月)木曜日Go!Go!ラーメン部レポーター
- 相川友希（2012年4月 - 2013年3月、木曜日）
- 流れ星（2009年4月 - 2010年3月、金曜日）

### 代理パーソナリティ
- 片岡信和 （2011年1月18日） - （火曜）有村昆の代理
- タイムマシーン3号 （2012年1月17日、2013年1月2日） - （火曜）有村昆、（水曜）バズーカ山寺の代理
- さな （2011年12月7日[5]、2013年3月4日、4月1日[6]） - （水曜）中澤裕子、（月曜）きゃんひとみの代理
- 矢口真里 （2011年8月3日、2012年5月16日） - （水曜）中澤裕子の代理
- 保田圭 （2011年8月10日、2013年1月2日、2013年9月18日） - （水曜）中澤裕子、（水曜）相田翔子の代理
- KONAN （2012年2月24日） - （木曜）メファの代理
- 藤社優美 （元SDN48、2012年2月24日） - （木曜）メファの代理
- 流れ星 （2012年9月7日、2012年9月14日、2013年1月15日、2014年4月10日[7]） - （金曜）森久保祥太郎、（火曜）有村昆、（木曜）西田あいの代理
- 佐藤竹善 （2013年5月15日、2013年5月22日） - （水曜）バズーカ山寺の代理
- ホリ （2013年7月9日、9月17日、12月3日、2014年7月22日） - （火曜）有村昆の代理
- 中村愛 （2014年2月6日） - （木曜）西田あいの代理
- 宮下純一　(2014年9月16日) - (火曜)有村昆の代理
- どぶろっく　(2014年9月24日) - (水曜)バズーカ山寺の代理
- 倉持由香  (2014年12月18日) - (木曜)西田あいの代理
- K　(2015年1月13日) - (火曜)有村昆の代理
- 本田ヒカル　(2015年2月24日) - (火曜)有村昆の代理[8]
- 石井正則　(2015年2月27日) - (金曜)森久保祥太郎の代理[9]
- 片山萌美　(2015年3月26日) - (木曜)西田あいの代理[10]

## コーナー
（2015年3月現在）
月曜日
- 週末アワード(4時台)

先週末頑張った人を表彰
- WE LOVE MARINES（プロ野球シーズンのみ）(5時台)

千葉ロッテマリーンズの選手、監督などに取材する
- 癒しのセレナーデ(6時台)

自分に起こった不幸を励ましに変える
火曜日
- CHIBA Choose on Tuesday! （リポーター：小西由里奈)(5時台)

千葉のいろいろな店などを訪問
- ベイラインWOW(5時台)

色々な分野で活躍するゲストとDJがトークする。
- インターフェイス presents 6時のアーティスト伝説

1人(1組)のアーティストの曲の秘話を紹介
- ベイライン・アンダー・24(R・65)(6時台)

24歳以下（65歳以上）の人がどんなことを考えるかの紹介
水曜日
- 今日のハテナ？（水曜日メッセージテーマの別称）
- ラジオ求人票(5時台)

ラジオ番組に出したら面白い人を自薦他薦問わずリスナーから募集。
木曜日
テーマは当日のニュースの話題から採用されるので放送開始まで発表されない。
- Go!Go!ラーメン部（リポーター：中村愛）(5時台)

麺屋青山協力でのラーメン屋、店員紹介
金曜日
- ピタソン(5時台)

あるシチュエーションに合う曲を1フレーズ紹介し面白さを競う。
- イモRAP(5時台)

井森がMC上毛になりきり、ラップ風に投稿ネタを披露。
- デビルくん(6時台)

お惚気話など幸せな話を森久保が悪魔風に紹介する。語尾の「です」を強調する。
- ガチン馬GO!（6時台、競馬G1開催週のみ）

井森と森久保が自腹500円で競馬予想。12月までで借金総額が多い方が翌年1月最初の放送で罰ゲームを受ける。
全曜日共通
- bayfmリスナー安全運転宣言(4時30分あたり)
- ラインバスター
- 今日の推しソン!!(エンディング)